# مالپیلس
مالپیلس (به لاتین: Mālpils) یک روستا در لتونی است که در شهرداری مالپیلس واقع شده‌است. مارپیلس ۴٫۰۲۵ کیلومتر مربع مساحت و ۲٬۱۶۸ نفر جمعیت دارد.

## نگارخانه

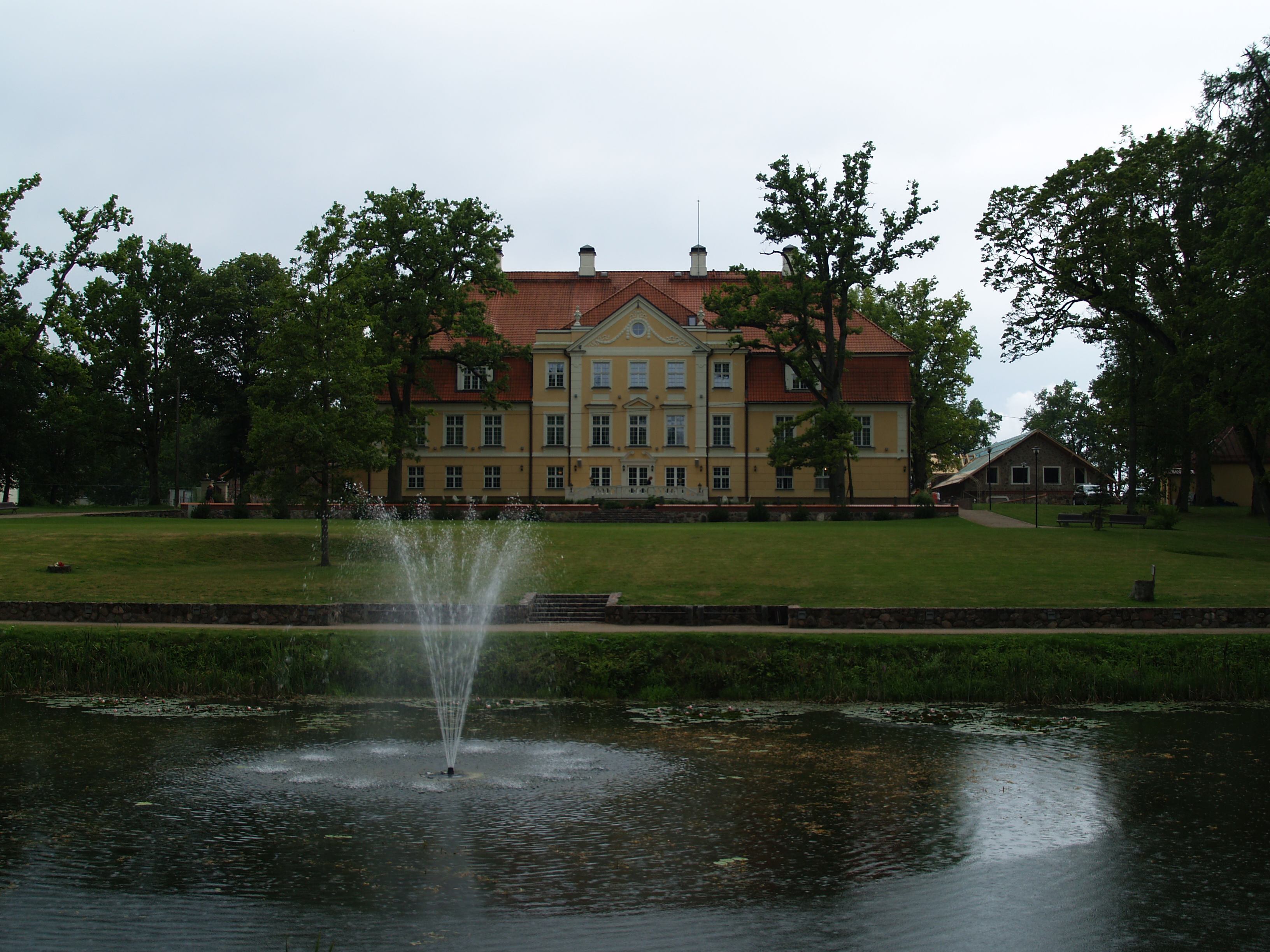
Mālpils manor back
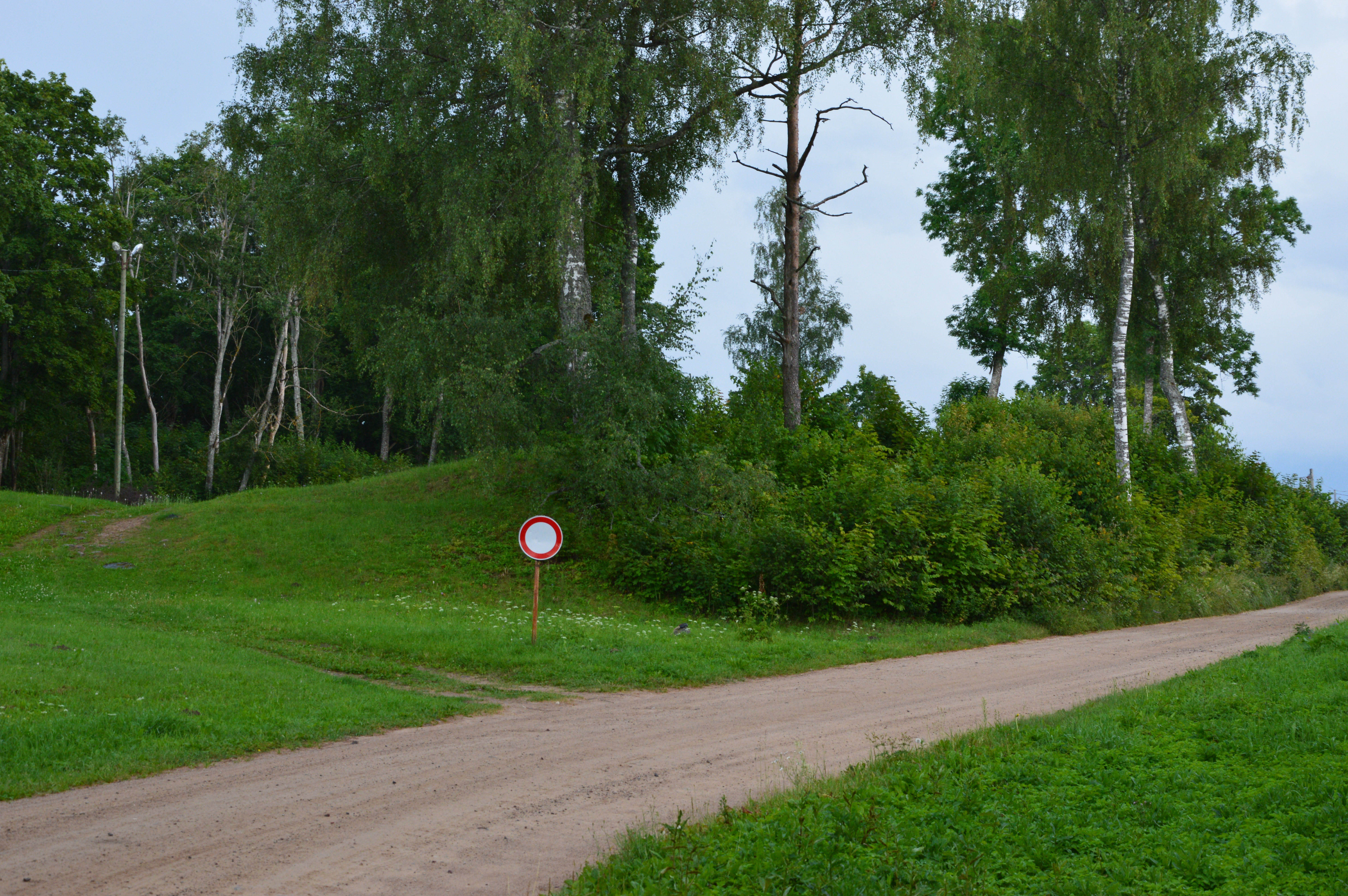
Location of former Mālpils castle
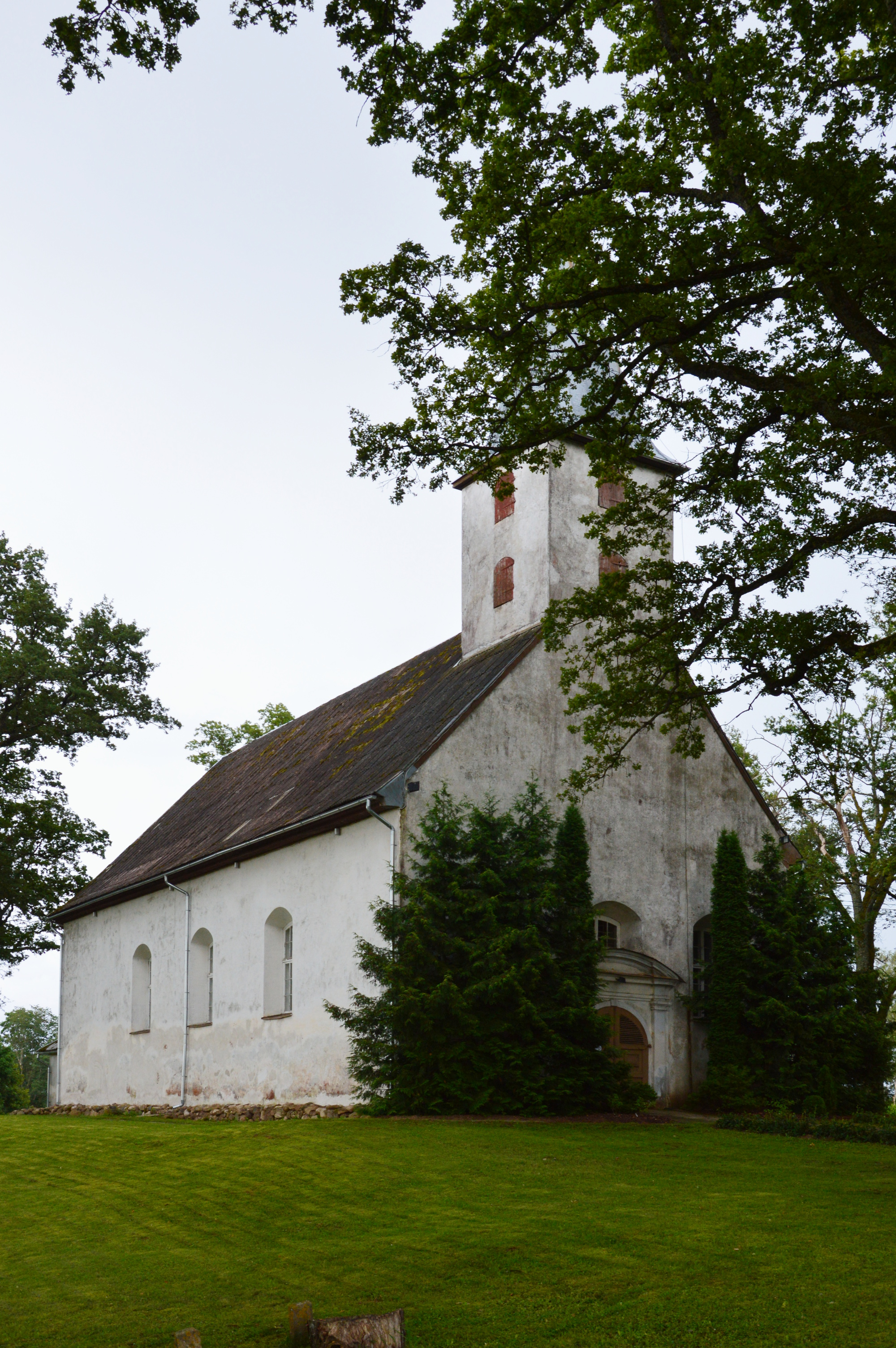
Lutheran church in Mālpils
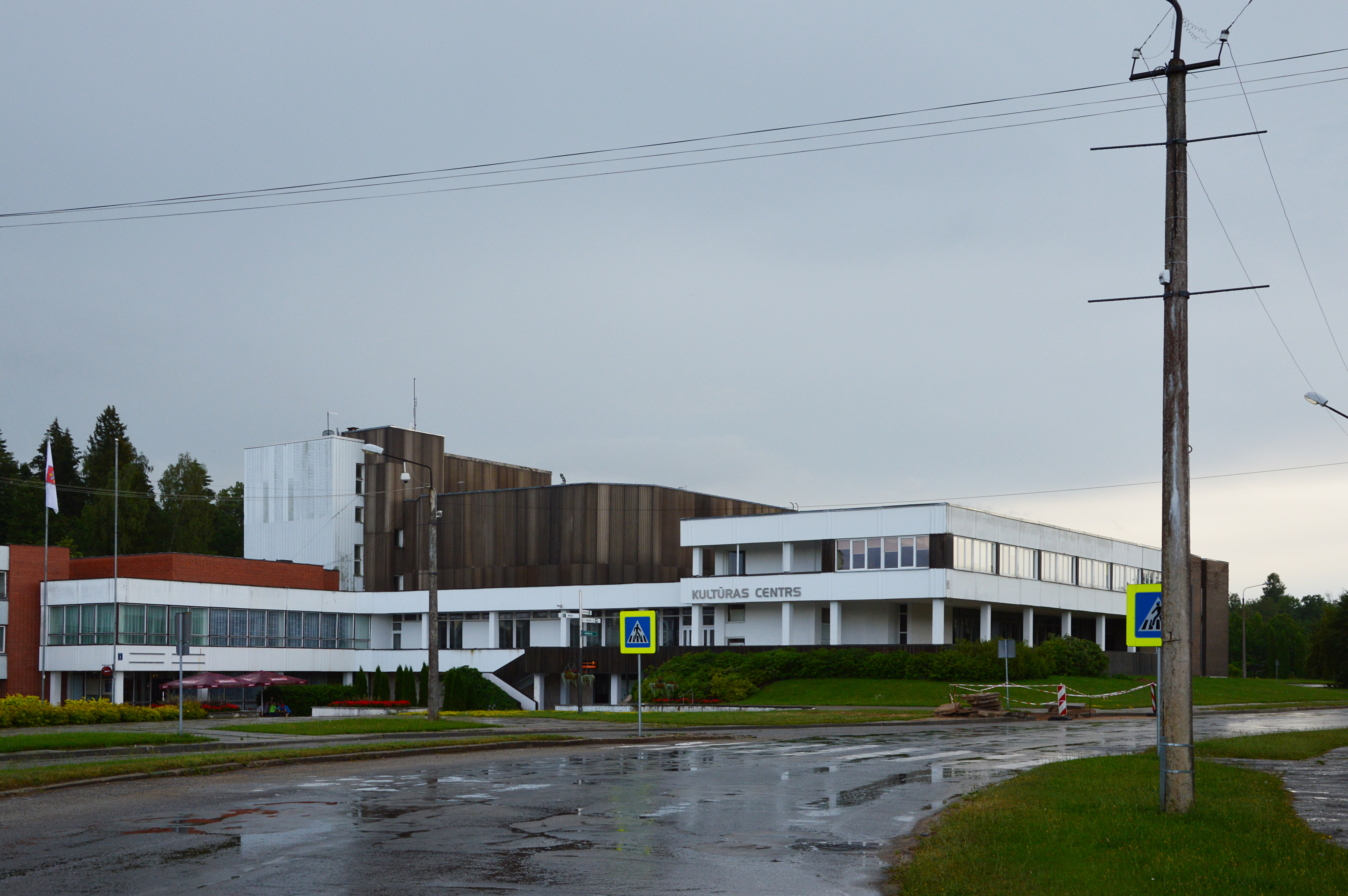
Cultural house